# Giovan Battista Cini
Pour les articles homonymes, voir Cini.
Giovan Battista Cini (30 juin 1528 - octobre 1586) est un dramaturge italien de la Renaissance qui fut actif à la cour des Médicis à Florence. Il fut membre de l'Académie florentine des arts fondée par le grand-duc Cosme Ier. Ses contemporains furent Francesco d'Ambra, Lasca, Giovanni Maria Cecchi et Giambattista Gelli.
Il est particulièrement célèbre pour une scénographie dans le  Jardin de Boboli du Palais Pitti où il installa 70 candélabres tenus par des putti suspendus dans un ciel de théâtre, au-dessus des acteurs arrivant en bateaux dans un décor représentant Venise.

## Biographie
Giovan Battista Cini naquit le 30 juin 1528, à Florence, d’une famille patricienne. Admis jeune à l’Académie florentine, il y prononça, en 1548, l’éloge funèbre de Francesco Campana, l’un de ses confrères. Doué d’un esprit actif, il était décorateur et poète, et savait embellir une représentation théâtrale de tous les accessoires qui servent à compléter l’illusion. Ses talents le firent choisir, en 1569, pour ordonner les fêtes par lesquelles on célébra l’arrivée à Florence de l’archiduc Charles d’Autriche, et dont lui-même a publié la description, in-8°. Ce fut à la demande du grand-duc François qu’il entreprit d’écrire la vie de Cosme de Médicis. Il y travaillait en 1585, comme on en a la preuve par une lettre qu’il écrivit à l’évêque Jacopo Guidi (dans les Prose Fiorentine, t. 4.) pour lui demander des anecdotes plus intéressantes que celles dont avaient fait usage les premiers biographes de ce prince. Cini mourut dans un âge avancé, mais sans avoir pu jouir du succès de son ouvrage. Il avait composé et fait représenter un assez grand nombre de pièces, dont quelques-unes sont conservées dans la Bibliothèque nationale centrale de Florence. Outre les intermèdes de la Cofanaria, de Francesco d'Ambra, on ne connaît de lui que La vedova, Florence, 1569, in-8°. Cette pièce, une de celles qui furent jouées devant l’archiduc d’Autriche, est très rare et fort recherchée des curieux, parce qu’elle offre des exemples des divers dialectes de l’Italie. La Vita di Cosmo de Medici, primo gran-duca di Toscana, fut imprimée à Florence en 1611, in-4°, par les soins d’un fils de Cini. C’est, suivant Bartolommeo Gamba, l’histoire la plus complète et la plus exacte que l’on ait de ce prince. (Voy. la Serie de’ Testi) On trouve une pièce de Cini dans les Canti Carnascialeschi : quelques autres sont restées inédites clans les cabinets des curieux.